# Мюллер, Эмиль
Эмиль Мюллер (нем. Emil Müller, 1920—2008) — швейцарский миколог, специалист по грибам альпийских регионов.

## Биография
Эмиль Мюллер родился 5 марта 1920 года в Цюрихе. Учился в Швейцарской высшей технологической школе в Цюрихе, в 1944 году окончил его со степенью по сельскохозяйственным наукам. Последующие четыре года Мюллер работал в сельскохозяйственном училище в Ландкварте.
В 1949 году Мюллер под руководством профессора Эрнста Гоймана получил степень доктора философии. Диссертацией Мюллера стала монография рода Leptosphaeria. С 1954 года Эмиль Мюллер работал куратором гербария Высшей технологической школы.
Начиная в 1966 года Мюллер преподавал микологию в Высшей технологической школе в качестве приват-доцента. В 1970 году он стал адъюнкт-профессором, с 1973 по 1987 был полным профессором.
В 1973 году, после смерти основателя журнала Sydowia и его первого редактора Франца Петрака, Мюллер стал главным редактором этого издания.
В 1982 году Мюллер был избран членом-корреспондентом Микологического общества Америки и почётным членом Британского микологического общества.
2 апреля 2008 года Эмиль Мюллер скончался.

## Некоторые научные работы
- Arx, J.A.; Müller, E. Die Gattungen der amerosporen Pyrenomyceten (неопр.) // Beiträge zur Kryptogamenflora der Schweiz. — 1954. — Т. 11, № 1. — С. 1—434.
- Arx, J.A.; Müller, E. Die Gattungen der didymosporen Pyrenomyceten (неопр.) // Beiträge zur Kryptogamenflora der Schweiz. — 1962. — Т. 11, № 2. — С. 1—922.
- Müller, E.; Loeffler, W. Mykologie. — Stuttgart, 1971. — 340 p.

## Роды и некоторые виды грибов, названные в честь Э. Мюллера
- Emilmuelleria Arx, 1986
- Muellerites L.Holm, 1968
- Actinoscypha muelleri Graddon, 1972
- Arthrinium muelleri M.B.Ellis, 1976
- Didymosphaeria emilmuelleri A.Pande, 2008, nom. nov. [≡ Didymosphaeria muelleri Narendra & V.G.Rao, 1974, nom. illeg.]